# اندیس تراورتن طوره
تراورتن طوره یک اندیس مصالح ساختمانی است که در حوالی شهر ماکو استان آذربایجان غربی قرار دارد و مادهٔ معدنی موجود در آن، تراورتن است.سنگ میزبان این اندیس تراورتن است  